# Lego Pirates of the Caribbean
Lego Pirates of the Caribbean er en produktlinje produceret af den danske legetøjskoncern LEGO. Serien blev lanceret i 2011 og er baseret på filmserien af samme navn. Sættene består af figurer, skibe og scener fra serien. Der er udgivet ni sæt, og den første gruppe blev udgivet i maj 2011, og den anden i november 2011. I 2017 udkom yderligere et sæt. Serien er tematisk en erstatning for Lego Pirates, og den indeholder mange af de samme elementer. 
I november 2010 blev det annonceret, at Lego ville producere et computerspil kaldet Lego Pirates of the Caribbean: The Video Game i samme tema, og de tudkom i maj 2011.

## Sæt
| Nummer | Navn                     | År   |
| ------ | ------------------------ | ---- |
| 4181   | Isla De Muerta           | 2011 |
| 4182   | The Cannibal Escape      | 2011 |
| 4183   | The Mill                 | 2011 |
| 4184   | The Black Pearl          | 2011 |
| 4191   | The Captain’s Cabin      | 2011 |
| 4192   | Fountain of Youth        | 2011 |
| 4193   | The London Escape        | 2011 |
| 4194   | Whitecap Bay             | 2011 |
| 4195   | Queen Anne’s Revenge     | 2011 |
| 4194   | Whitecap Bay             | 2011 |
| 30130  | Mini Black Pearl polybag | 2011 |
| 30131  | Jack's Boat polybag      | 2011 |
| 30132  | Voodoo Jack polybag      | 2011 |
| 30133  | Jack Sparrow polybag     | 2011 |
| 71042  | Silent Mary              | 2017 |